# Comuna Bilicenii Vechi, Sîngerei
Comuna Bilicenii Vechi este o comună din raionul Sîngerei, Republica Moldova. Este formată din satele Bilicenii Vechi (sat-reședință) și Coada Iazului.

## Demografie
La recensământul din 2004 erau 3.510 locuitori.
Conform datelor recensământului din 2014, comuna Bilicenii Vechi avea o populație de 3.252 de locuitori. 47,43% erau bărbați, 52,58% femei.
| Grup etnic         | Populație | % Procentaj |
| ------------------ | --------- | ----------- |
| Moldoveni / Români | 2.964     | 91,14%      |
| Ucraineni          | 182       | 5,6%        |
| Ruși               | 34        | 1,05%       |
| Alții              | 71        | 2,18%       |
| Total              | 3.252     | 100%        |

Limba vorbită de obicei (2014):
- limba română - 2.868 (88,19%)
- limba rusă - 215 (6,61%)
- limba ucraineană - 100 (3,08%)
- altele/nedeclarat - 69 (2,12%)

## Administrație și politică
Componența Consiliului local Bilicenii Vechi (13 consilieri), ales la 5 noiembrie 2023, este următoarea:
|  | Partid                                       | Consilieri | Componență | Componență | Componență | Componență | Componență | Componență |
|  | -------------------------------------------- | ---------- | ---------- | ---------- | ---------- | ---------- | ---------- | ---------- |
|  | Partidul Acțiune și Solidaritate             | 6          |            |            |            |            |            |            |
|  | Partidul Schimbării                          | 3          |            |            |            |            |            |            |
|  | Partidul Socialiștilor din Republica Moldova | 3          |            |            |            |            |            |            |
|  | Partidul Liberal Democrat din Moldova        | 1          |            |            |            |            |            |            |